# Juillet 1772
Cette page concerne le mois de juillet de l'année 1772.

## Événements
- 13 juillet : début du deuxième voyage du Britannique James Cook dans le Pacifique dans le but de reconnaître la légendaire terre australe, dont on croit que l’Australie n’est qu’une partie (fin en juillet 1775)[1]. Cook atteint le 71e parallèle sud, longe la banquise de l’Antarctique et prouve que cette terre n’existe pas. Cette légende date des Grecs de l’Antiquité, qui croyaient qu’une telle masse terrestre était nécessaire pour équilibrer les grands continents de l’hémisphère Nord.

## Naissances
- 15 juillet : Lucile Grétry, compositrice et musicienne († 1790).
- 27 juillet : François Marchand-Collin, homme politique français († 10 octobre 1831).

Receveur particulier des finances à Briey, il est député de la Moselle de 1824 à 1830, siégeant à l'extrême droite.

## Décès
- 19 juillet : Anders Nordencrantz (né en 1697), économiste suédois.